# Augusta de Wurtemberg
Pour les articles homonymes, voir Augusta de Wurtemberg (1734-1787).
La princesse Augusta de Wurtemberg (4 octobre 1826 à Stuttgart – 3 décembre 1898, ibid.) est une fille du roi Guillaume Ier de Wurtemberg et de son épouse, Pauline-Thérèse de Wurtemberg.

## Biographie
Augusta est le troisième et dernier enfant du mariage de ses parents. Elle est décrite comme peu attrayante, mais gaie et sage. Le 17 juin 1851, elle épouse le prince Hermann de Saxe-Weimar-Eisenach (1825–1901). Il est de son âge et sert dans la cavalerie de Wurtemberg. Plus tard cette année, il est promu de Rittmeister à lieutenant-colonel. En 1853, il est promu commandant du régiment.
Son palais à Neckarstraße est, pendant de nombreuses années, le centre d'une vie artistique et sociale. En 1865, Hermann quitte l'armée avec le grade de lieutenant général, refusant des promotions supplémentaires. Il essaye de devenir l'adjudant-général et gouverneur impérial de l'Alsace-Lorraine, mais en vain. Par manque d'autres activités, le prince de Weimar, comme il est appelé à Stuttgart, prend en charge des sociétés sociales, patriotiques et artistiques.

## Descendance
Hermann et Augusta ont quatre fils et deux filles :
- Pauline (1852-1904), mariée en 1873 au grand-duc Charles-Auguste de Saxe-Weimar-Eisenach (1844-1894)
- Guillaume de Saxe-Weimar-Eisenach (1853-1924), marié en 1885 à la princesse Gerta d'Isembourg-Büdingen-Wächtersbach (1863-1945)
- Bernhard (1855-1907), à partir de 1901, "Comte de Crayenburg", marié en 1900, à Marie-Louise Brockmüller (1866-1903) et en 1905, à la comtesse Élisabeth von der Schulenburg (1869-1940)
- Alexandre (1857-1891)
- Ernest (1859-1909)
- Olga (1869-1924), mariée en 1902 avec le prince Léopold d'Isembourg-Büdingen (1866-1933), l'aîné des fils de Charles d'Isembourg-Büdingen.